# Ludografie
Een ludografie (van het Latijnse ludus, "spel, plezier, grap, tijdverdrijf" en -grafie van het Griekse γράφειν, "schrijven"), of gameografie is een (meestal chronologisch geordende) bibliografie van de spellen van een spelontwerper. De conceptualisering is hetzelfde als dat van een filmografie voor films, of discografie voor muziek. 
Een ludografie is een integraal onderdeel van de biografie van een spelontwerper, en heeft naast bord- of kaartspellen ook betrekking op computerspellen. Het laat duidelijk de ontwikkeling zien van zijn creatieve werk. De lijst met uitvindingen van de auteur moet de volgende gegevens bevatten: 
1. Titel van het spel
2. Jaar van eerste uitgave
3. Jaar van heruitgave of herziene editie
4. Schepper van het idee, regels en visueel ontwerp
5. Soort spel (bijv. strategiespel, kaartspel, etc.)
6. Uitgeverij
7. Leeftijdscategorie
8. Speelduur